# Pier-Vincenzo Piazza
Pier-Vincenzo Piazza, né le 28 mai 1961 à Palerme, est un médecin, psychiatre et neurobiologiste d'origine italienne spécialisé dans l'addictologie et les maladies psychiatriques. 

## Biographie
Après des études de médecine et de psychiatrie à Palerme, Pier-Vincenzo Piazza arrive en France en 1988, pour un postdoctorat de six mois dans le laboratoire « Psychobiologie des comportements adaptatifs » (unité Inserm 259) du professeur Michel Le Moal du CHU de Bordeaux. Après son postdoctorat, il enchaîne les recherches durant toute sa carrière sur la région de Bordeaux. Ainsi dès 1998, il devient directeur de recherche de l'Inserm.    
Il est fondateur du Neurocentre Magendie de Bordeaux qu'il dirige jusqu'à fin 2017. Il est par la suite, en septembre 2017, co-créateur et coordinateur du Neurocampus de Bordeaux, regroupant six laboratoires spécialisés dans les neurosciences.  
En étudiant les mécanismes moléculaires de l'addiction et des maladies psychiatriques, il a ouvert la voie à une nouvelle classe pharmacologique pour lutter contre la trisomie 21, la schizophrénie ou les effets du THC, la molécule active du cannabis. Il s'intéresse également au mécanisme de vulnérabilité aux drogues.  
Il a reçu le Grand Prix de l'INSERM en 2015 pour l’ensemble de ses recherches sur les mécanismes physiopathologiques des maladies psychiatriques,. Il a également reçu le Grand prix Lamonica de neurologie de l'Académie des sciences en 2015. 
Il fonde en 2013 la start-up de biotechnologies Aelis Farma, qu'il préside fin 2017 après s'être mis en disponibilité de l'Inserm. L'objectif  de cette société est le développement d’une nouvelle classe pharmacologique devant permettre à l'horizon 2020 de traiter la toxicomanie au cannabis et certaines maladies cognitives,.

## Ouvrages
- Homo biologicus : comment la biologie explique la nature humaine, Paris, éditions Albin Michel, 2019, 432 p., [présentation éditeur],  (ISBN 978-2-226-40253-0).